# Ferenczi Attila (sportszakíró)
Ferenczi Attila (Budapest, 1959. január 25. – 2024. július 5. vagy előtte) magyar labdarúgó és általános sportjátékelméleti szakíró, játékelmélet-kutató és -fejlesztő, MOB Fair Play díjas.

## Munkássága
Szakíró munkássága során 23 szakkönyvet publikált az 1999 és 2023 között terjedő időszakban, rengeteg innovációt, újítást, fejlesztést hajtott végre a labdarúgó és sportjátékelméletben. 
Elsőként és egyedüliként kutatta fel a magyar labdarúgó tradíció szellemi gyökereit és publikálta A tradicionális magyar labdarúgás alapelvei (2006) című könyvében. Ebben a kiadványban ismertette a magyar futballtradíció edzőinek "kép és folyamat nézőpontú, stílus kiinduló pontú, alakzati játékszervezésű, művészi labdarúgó felfogást" tükröző sportgondolkodását. 
Kutatásának eredményeként tárta fel a magyar sportkultúra eszmerendszerét, melyet A magyar sportkultúra eszmerendszere (2018) című kiadványban ismertetett.
Bebizonyította, hogy ezen tanítások a magyarság spirituális gyökereiből és a magyar nyelv által létrehozott magyar észjárásból származtathatók.
A rendszerelméletet mint interdiszciplináris metaelméletet alkalmazta a labdarúgás területére 1999-ben megjelent A labdarúgás rendszerelmélete, avagy a labdarúgás vizsgálatának új koncepciója című művében.

## Művei
1. A labdarúgás rendszerelmélete avagy A labdarúgás vizsgálatának új koncepciója; Csepel SC, Budapest, 1999
2. Az Ajax játékrendszer elemzése, avagy A rombusz. Edzésmódszertani kézikönyv, 100 pozíciós játékkal; "Holland Komplex Labdarúgó Iskola" Alapítvány, Budapest, 2000 (Rendszerjáték sorozat)
3. A 4-4-2-es átlós védekezés négyesláncokkal, 2001
4. A Barcelona játékrendszer, avagy a négyesláncok és a rombusz, 2002
5. A kapus, mint csapatjátékos, 2003
6. Labdarúgó-kontrolling, avagy A labdarúgó folyamatokba épített ellenőrzés; szerzői, Budapest, 2004
7. Futball-filozófiák, 2005
8. A tradicionális magyar labdarúgás alapelvei, 2006
9. A magyar futballkultúra kivégzése, 2014
10. Labdarúgó alapismeretek gyerekeknek, 2014
11. A 4-2-3-1-es játékrendszer különböző stílusokban, avagy hogyan legyünk stílusedzők?, 2014
12. A magyar sportkultúra eszmerendszere, 2018
13. A labdarúgás alapfogalmai 1., 2018
14. A labdarúgás alapfogalmai 2., 2019
15. A Barca stílus és a kombinációs stílus, 2021
16. A Barca stílus és a Pass and move! stílus, 2021
17. Alakzatépítő-bontó játékszervezés aszimmetrikus játékrendszerekben, 2021
18. Támadásvezérelt területvédekezés, 2021
19. Problémamegoldó modellek alkalmazása a labdarúgásban, 2021
20. Kovács Ferenc edzésnaplója, 2021
21. Brazil képzés, Barca – brazil játékszervezés, 2022
22. A harmadik játékos megjátszásának koncepciója, 2022
23. Programozott döntés a labdarúgásban, 2022

## Végzettségei
Villamos üzemmérnök (1982); UEFA "A" licensz (2004-ben).

## Eredményei
A folyamat és képmodellezett labdarúgó játékelmélet megalkotója.
A folyamatmodellezett mérkőzésanalízis megalkotója.
A magyar futballtradíció szellemi örökségének a feltárása, eggyé szervezése.
A magyar sportkultúra eszmerendszerének feltárása.
A brazil játékelmélet európaizálása, továbbfejlesztése.
Alap játékelméleti definíciók kiterjesztett értelmezése, új következtetések levonása.

## Az oktatásban
- Verebes Edzőakadémia: vezető oktató 2006-2007
- MLSZ Edzőképző Központ: kutató 2013-2016
- MLSZ Edzőképző Központ: kredites oktató 2017-2019

## Társadalmi funkciók
- BLSZ Edzőbizottság Elnök (2006-2007)
- MSTT Játékelméleti Bizottság elnök 2006-tól
- MSTT Sport és Innovációs Bizottság tag 2006-tól

## Oktató DVD-k
Labdarúgó formagyakorlatok 1-2

## Újság
Futball Tréner szakújság 2002-től

## Oktató játékok
- Foci-sakk
- Foci – (Br)uno
- Focizz okosan!
- Foci domino

## Elismerései
- MOB Fair Play díj (2009)